# Eulophia leonensis
Eulophia leonensis är en orkidéart som beskrevs av Robert Allen Rolfe. Eulophia leonensis ingår i släktet Eulophia och familjen orkidéer. Inga underarter finns listade i Catalogue of Life.